# Umetnostno drsanje na Zimskih olimpijskih igrah 1972
Umetnostno drsanje na Zimskih olimpijskih igrah 1972.

## Dobitniki medalj
| Tekma  | Zlato                           | Srebro                               | Bron                          |
| Moški  | Ondrej Nepela                   | Sergej Četveruhin                    | Patrick Pera                  |
| Ženske | Beatrix Schuba                  | Karen Magnussen                      | Janet Lynn                    |
| Pari   | Irina Rodnina in Aleksej Ulanov | Ljudmila Smirnova in Andrej Surajkin | Manuela Groß in Uwe Kagelmann |